# فيليكس جاهن
فيليكس جاهن (24 أغسطس 1994-). هو منسق موسيقى ومنتج أسطوانات ألماني مختص في موسيقى الهاوس.

## روابط خارجية
- فيليكس جاهن على موقع IMDb (الإنجليزية)
- فيليكس جاهن على موقع ميوزك برينز (الإنجليزية)
- فيليكس جاهن على موقع أول ميوزيك (الإنجليزية)
- فيليكس جاهن على موقع ديسكوغز (الإنجليزية)